# Democratic Left
Democratic Left (DL) (en irlandès: Daonlathas Clé) fou un partit polític irlandès, escindit el 1992 del Partit dels Treballadors d'Irlanda, fins que el 1999 es va integrar en el Partit Laborista. El seu cap fou Proinsias de Rossa.
L'escissió amb el Partit dels Treballadors es produí quan s'intentaren modificar les estructures del partit per eliminar els lligams amb l'IRA Oficial, i marxaren Proinsias de Rossa, eurodiputat, i 5 parlamentaris dels 7 que tenien al Dáil Éireann (Eamon Gilmore, Patt Rabbitte, Eric Byrne, Pat Mc Cartan i Robert Sherlock), però Tomás Mac Giolla va refusar. El grup va adoptar el nom de New Agenda fins a la seva conferència de fundació.
Es presentà a les eleccions al Parlament del Regne Unit de 1992 i va obtenir 2.133 vots, i a les eleccions per al Fòrum d'Irlanda del Nord de 1996, però només obtingué l'1%, i un dels seus membres, Seamus Lynch, va perdre el seient a l'ajuntament de Belfast, encara que Gerry Cullen el mantingué a Dungannon a les eleccions de 1993 i 1997. A les eleccions al Dáil Éireann de 1992 obté 2,8% i va obtenir 2 dels 6 escons que tenia (Eric Byrne i Liz McManus), encara que en guanyà dos més en eleccions parcials. El 1994 va donar suport la coalició del Fine Gael i Laboristes, en la que de Rossa fou nomenat ministre de benestar social. A les eleccions de 1997 va obtenir el 2,5% i 4 escons.
El 1999 es va unir al Partit Laborista, quan Ruairi Quinn fou escollit nou cap. De Rossa es mantingué com a eurodiputat fins al 2004, quan es retirà. El 2002 Pat Rabbitte fou nomenat líder del Partit Laborista, i dels 20 diputats 6 eren de DL. El 2007 va dimitir com a líder i fou substituït per Eamon Gilmore, també ex DL.

## Resultats electorals

### Dáil Éireann
| Any  | Líder              | Vots   | %   | Escons  | ±   | Govern                        |
| ---- | ------------------ | ------ | --- | ------- | --- | ----------------------------- |
| 1992 | Proinsias De Rossa | 47,945 | 2.8 | 4 / 166 | Nou | Oposició (1992–94)            |
| 1992 | Proinsias De Rossa | 47,945 | 2.8 | 4 / 166 | Nou | Coalició (1994–97): FG-Lab-DL |
| 1997 | Proinsias De Rossa | 44,900 | 2.5 | 4 / 166 | =   | Oposició                      |

### Cambra dels Comuns
| Any  | Líder              | Vots  | %   | Escons | ±   | Govern            |
| ---- | ------------------ | ----- | --- | ------ | --- | ----------------- |
| 1992 | Proinsias De Rossa | 2,133 | 0.3 | 0 / 18 | Nou | Extraparlamentari |

### Eleccions locals (Irlanda)
| Any  | Vots  | %   | Escons   | +/– |
| ---- | ----- | --- | -------- | --- |
| 1994 | 6,264 | 2.5 | 11 / 744 | Nou |

### Eleccions locals (Irlanda del Nord)
| Any  | Vots  | %   | Escons  | +/– |
| ---- | ----- | --- | ------- | --- |
| 1993 | 2,288 | 0.4 | 1 / 582 | Nou |
| 1997 | 560   | 0.1 | 1 / 584 | =   |

### Parlament Europeu (Irlanda)
| Any  | Vots   | %   | Escons | +/– |
| ---- | ------ | --- | ------ | --- |
| 1994 | 39,706 | 3.5 | 0 / 15 | Nou |